# Бытень (Брестская область)
Бытень (белор. Быцень) — агрогородок в Ивацевичском районе Брестской области Беларуси. Административный центр Бытенского сельсовета. Расположена на берегу реки Щары, на трассе А234 (Ивацевичи — Слоним). Расстояние: от ст. Доманово — 7 км, от Минска — 178 км, от Москвы — 850 км.
27 сентября 2011 года в состав агрогородка Бытень вошли деревни Заречье и Козино.

## История

### XVI век
Первое письменное упоминание о Бытени как об имении Довойнов в Слонимском повете Новогрудского воеводства относится ко времени Великого княжества Литовского и датируется 12 мая 1555 года. 

Позднее местечко и окрестыне имения принадлежали различным представителям шляхты: Семёну Одинцевичу, Федору Головне, Ходкевичам и Тризнам.

### XVII век
В 1607 году владельцы местечка, Григорий Тризна с женой Региной (из шляхетского рода Сапегов), профинансировали строительство монастыря, который вскоре стал оплотом греко-католичества в Великом Княжестве Литовском. Первым настоятелем монастыря стал Иосафат Кунцевич. В 1615 году Папа Римский присвоил монастырю привилегию на открытие духовной школы (новициант). Позднее при нём появилась больница — правда, всего на 10 мест, — а в 1640 году Тризны отписали монастырю и Бытень, и окрестные имения.

В Тринадцатилетнюю войну (1654—1667) Бытенский монастырь приютил базилиан из Вильно, Полоцка, Витебска, Минска. Кроме того, в монастыре хранилась икона Жировицкой Божьей Матери. 

В 1655 году, как сообщает словарь Брокгауза и Ефрона, Бытень сильно пострадал от военных действий. Единственная сохранившаяся в Бытени достопримечательность, нынешняя православная Успенская церковь, была построена тогда же — в 1654 году.

### XVIII век
1708—1710 — строительство церкви Святого Иосафата (не сохранилась).

1776 — постройка суконной фабрики. 

1779 — наследники Тризнов, Тизенгаузены, отобрали местечко у монастыря. 

1795 — третий раздел Речи Посполитой. Бытень оказывается в составе Российской империи, в Слонимском уезде Гродненской губернии.

### XIX век
В XIX веке после расторжения Унии базилианский монастырь в Бытени упразднён.
По состоянию на 1858 год в местечке было 134 двора. В 1864 открыли народное училище. В 1866 существовали волостная и общественная управы, 2 церкви, синагога, школа, суконная фабрика, постоялый дом, пристань на р. Щара, немало магазинов, базар, поместье Плянта в 2 верстах, и в нем пивоварня, пивной и солодовых заводы. В 1890 начало работать мукомольное предприятие.
Гродненская губерния входила в черту оседлости, поэтому населения местечка более чем наполовину было еврейским. Так, в 1766 в Бытени проживало 273 еврея, в 1858—509, в 1897—1614, в 1921 — около 1200. С 1866 года раввином бытенской синагоги некоторое время являлся известный раввин Мордехай Венцель.

### XX век
В Первую Мировую в Бытени шли бои, разрушен монастырь, еще долго после этого продолжавший стоять в виде руин. 

В феврале-марте 1919 года также шли бои, на этот раз между РККА и Войском польским. После советско-польской войны в соответствии с Рижским мирным договором (1921) местечко Бытень оказалось в составе Польской Республики. Бытень посещал президент Польши в 30-х годах Игнаций Мостицкий: отсюда родом была его мать. 

В 1939 году, с присоединением Западной Белоруссии к Советскому Союзу, Бытень вошел в состав БССР и в 1940 году стал центром Бытенского района Барановичской области (с 8 января 1954 года — Брестской области). В это время здесь работали начальная школа, больница, почта, лесопильный завод, сапожная и швейная артели. 

Во Вторую мировую войну с июня 1941 до 10 июля 1944 находился под немецкой оккупацией. Было создано гетто, в котором к концу 1942 года были убиты несколько тысяч евреев из Бытени и ближних местечек. 

В послевоенное время статус посёлка был понижен до деревни, он перестал быть райцентром. 

По состоянию на 1970 год здесь было 699 дворов (для сравнения: в 2008—818).

В советское время были окончательно снесены остатки базилианского монастыря.

### XXI век
В настоящее время в Бытени, средняя школа, детский дом, дошкольное учреждение, больница, поликлиника, клуб, библиотека, почта, баня, ряд магазинов и кафе; действует православный Успенский храм.

## Население
1830—398 муж. (из них шляхты 14, духовного состояния 28, мещан-евреев 205, мещан-христиан и крестьян 150, нищих 1)

1858—975 чел. (из них 403 православных, 63 католиков, 509 иудеев)

1886—1281 чел.

1888—1513 чел.

1897—2681 чел. (из них 1614 иудеев)

1905—2318 чел. 

1950—1847 чел. 

1970—2292 чел. 

1979—2373 чел. 

1990—2759 чел. 

1997—1947 чел.

2002—1674 чел. 

2008—1722 чел. 

2011—2815 чел. 

2019—1639 чел.

## Инфраструктура
Расположен областной оздоровительный детский лагерь "Ювента".
Бытеньский деревообрабатывающий завод

## Культура
- Историко-краеведческий музей ГУО "Бытенская СШ"

## Достопримечательность
- Успенская церковь (1654)
- Памятная доска на здании администрации

## Галерея

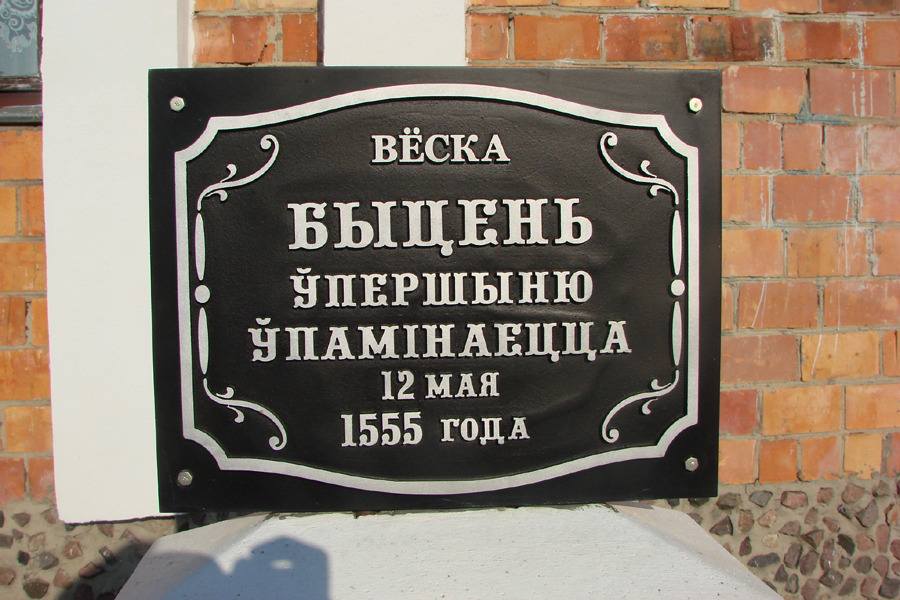
Памятная доска на здании администрации
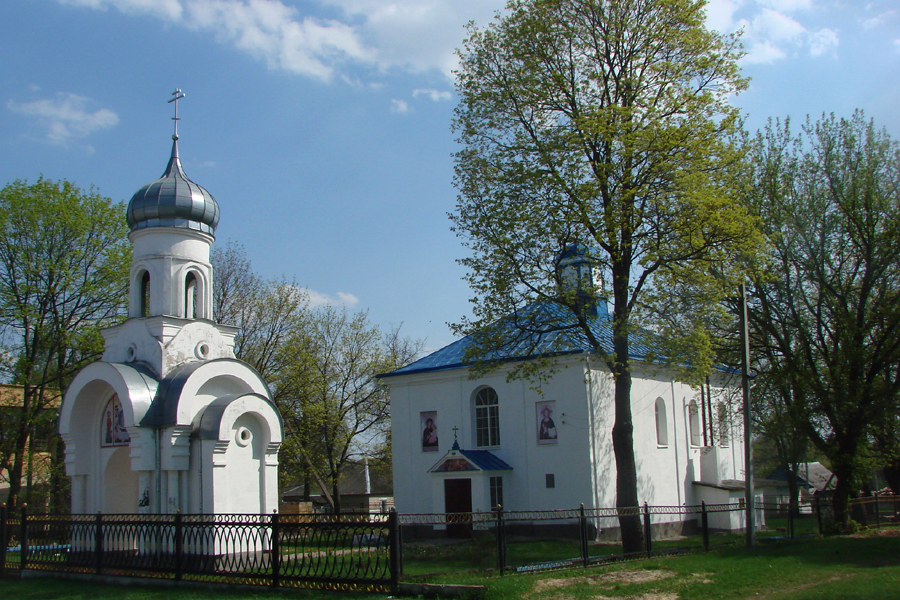
Успенская церковь (1654)
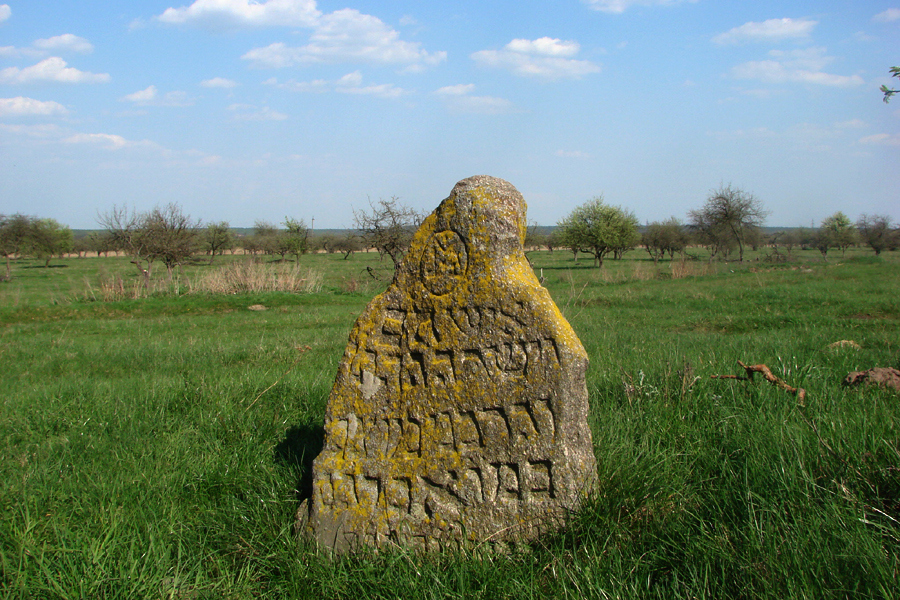
На еврейском кладбище